# 1658 en santé et médecine
| Années de la santé et de la médecine : 1655 - 1656 - 1657 - 1658 - 1659 - 1660 - 1661    |
| Décennies de la santé et de la médecine : 1620 - 1630 - 1640 - 1650 - 1660 - 1670 - 1680 |

Cet article présente les faits marquants de l'année 1658 en santé et médecine.

## Événements
- 20 août : madame de Miramion fonde une congrégation de droit diocésain appelée « Filles de Sainte-Geneviève » pour l'enseignement des pauvres et le soin des malades[1].
- Fondation à Tours de l'hôpital général de la Charité, après un arrêt du conseil d’État décidant la construction d'un hôpital général dans chaque grande ville du royaume[2].

## Publication
- Publication posthume de Arzneibüchlein, pharmacopée compilée par  Anna von Diesbach (1574-1651)[3].

## Naissances

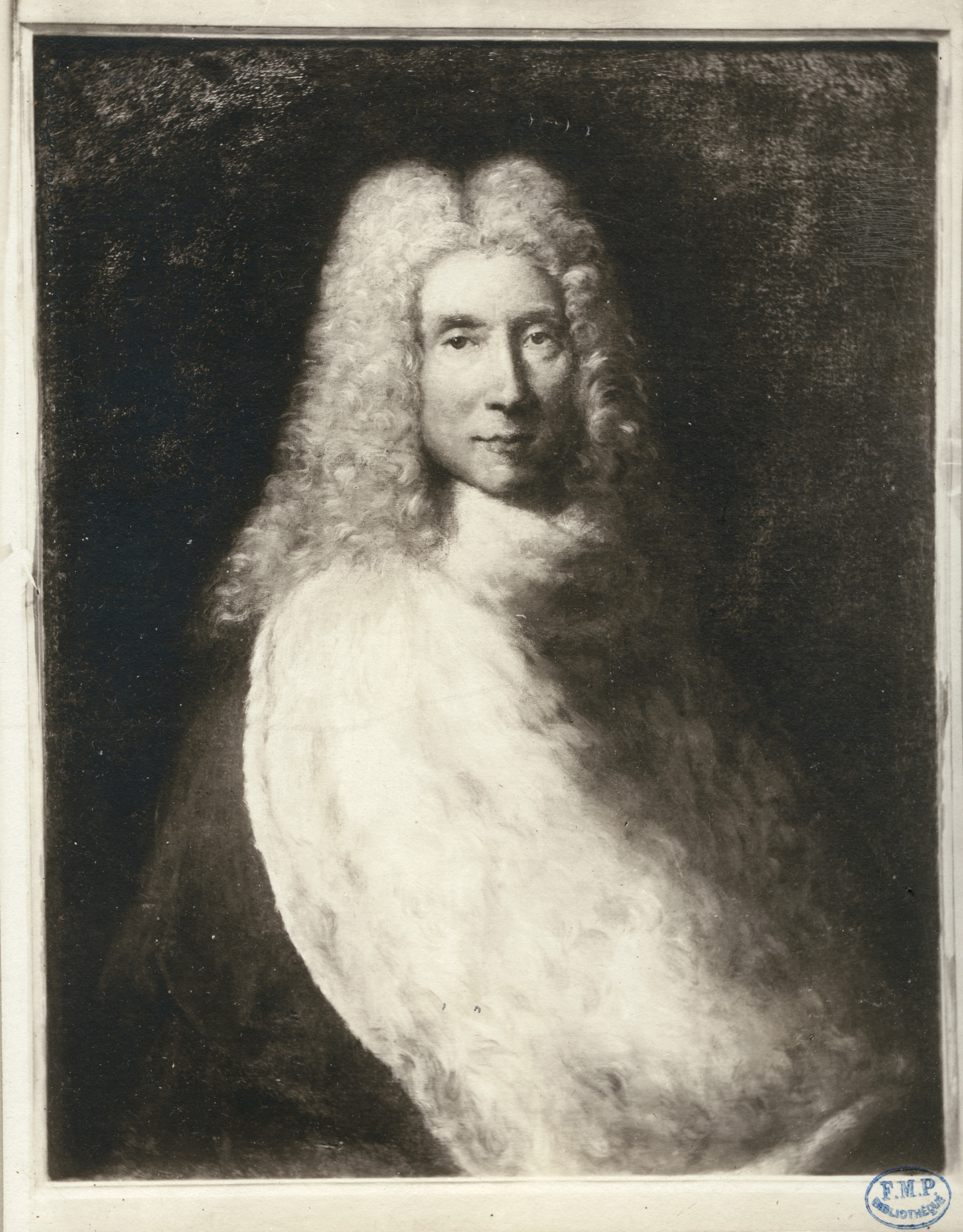
Nicolas Andry de Boisregard

- 2 avril : Pierre Pomet (mort en 1699), pharmacien français.
- 8 avril : Georges Mareschal de Bièvre (mort en 1736), premier chirurgien et confident du roi Louis XIV.

Date à préciser
- Nicolas Andry de Boisregard (mort en 1742), médecin et homme de lettres français, renommé pour ses traitements contre les vers intestinaux[4].

## Décès
- 22 octobre : Charles Bouvard (né en 1572), médecin et chimiste français.

Date à préciser
- Pierre-Jean Fabre (né vers 1588), médecin et alchimiste français.